# Mustafa al-Siba'i
Mustafa al-Siba'i ( en árabe: مُصطَفى السِّبَاعِي‎, romanizado: Muṣṭafā as-Sibāʿī ) fue un político y activista sirio. Fue decano de la Facultad de Jurisprudencia Islámica y de la Facultad de Derecho de la Universidad de Damasco . De 1945 a 1961 fue el líder de la Hermandad Musulmana en Siria, la rama siria de la Hermandad Musulmana.

## Vida
Mustafa al-Siba'i estudió teología islámica en la Universidad de al-Azhar, El Cairo . Mientras estuvo en Egipto, asistió a conferencias de Hassan al-Banna, fundador de la Hermandad Egipcia, y se unió a la Hermandad en 1930. Al regresar a Siria, Siba'i enseñó en la Universidad de Damasco y en 1940 fue nombrado Decano de la Facultad de Teología. En 1941 estableció Shabab Mohammad (Mohammad Youth), un grupo paramilitar religioso basado en la Hermandad Musulmana egipcia. Shabab Mohammad se alió con el Bloque Nacional para resistir el mandato francés.
En 1946, al-Siba'i fundó una rama siria de la Hermandad Musulmana, liderándola a través de varias campañas parlamentarias. Después de la formación de la República Árabe Unida en 1958, Gamal Nasser prohibió la Hermandad Musulmana y arrestó a cientos de miembros. Uniéndose a la clandestinidad, Siba'i apoyó el golpe de 1961 que puso fin a la UAR. Sin embargo, el gobierno Ba'ath que llegó al poder en 1963 volvió a prohibir la Hermandad Musulmana y prohibió muchas de las obras de Siba'i.
El socialismo del Islam de al-Siba'i (1959) argumentó que el Islam era compatible con el socialismo. Fue reimpreso en Egipto y respaldado por varios miembros del gobierno egipcio, aunque al-Siba'i se quejó del uso de su libro para justificar el nasserismo.

## Enfermedad y muerte
al-Siba'i sufrió hemiparesia durante 8 años antes de fallecer el 3 de octubre de 1964.

## Trabajos
- Al-Din wa al-Dawla fi al-Islam (Religión y Estado en el Islam), 1954
- Ishtirakiyyat al-Islam (El socialismo del Islam), 1960.
- Hakaza Alamatni al-Hayat (Así me enseñó la vida), 1972.
- Algunos aspectos brillantes de la civilización islámica, 1983. Traducido por Sharif Ahmad Khan.
- La vida del Profeta Muhammad: puntos destacados y lecciones, 2004. Traducido por Nasiruddin al-Khattab.